# Старый Кахун
Ста́рый Каху́н (кабард.-черк. Къэхъуныжь) — родниковая река в Урванском районе Кабардино-Балкарской Республики. Длина реки составляет — 30 км. 

## География
Долина реки Старый Кахун расположена на наклонной предгорной равнине. Рельеф территории, по которой протекает река — сглаженный. Значительных возвышений по бортам реки нет. В низовье местами извивается и меандрирует.
Раньше вытекала из реки Черек напротив села Старый Черек и дальше вбирала в себя различные родниковые источники вниз по течению, однако со строительством черекских карьер исток реки сместился, а речка по происхождению стала родниковой. 
К юго-западу от села Псыкод, принимает левый приток — Кахунёнок и у северо-восточной окраины села, впадает в протоку реки Черек — Новый Черек.
В долине реки Старый Кахун расположены сёла Кахун и Псыкод. 

## Данные водного реестра
По данным государственного водного реестра России относится к Западно-Каспийскому бассейновому округу, водохозяйственный участок реки — Терек от впадения реки Урух до впадения реки Малка. Речной бассейн реки — Реки бассейна Каспийского моря междуречья Терека и Волги.
Код объекта в государственном водном реестре — 07020000612008200005223. 
Код по гидрологической изученности (ГИ) — 108200522 